# The Heretic Anthem
The Heretic Anthem —en español: «El Himno Hereje»— es una canción de la banda estadounidense Slipknot. La canción se lanzó como sencillo promocional, durante su segundo disco  Iowa. El lanzamiento estaba limitado a 666 copias (debido al estribillo de la canción). La portada del sencillo muestra al chivo de la portada del disco Iowa, esta vez, mostrando su ojo derecho y uno de sus dos cuernos.

## Características de la canción
Es una de las canciones más pesadas de la banda. La letra es una crítica al comercio de la música, sobre las bandas que se han vendido. También es una crítica a las personas que acusaban al grupo de satánico. El estribillo dice: " If you're 555, then I'm 666" (en español: Si tú eres 555, yo soy 666). Según Corey Taylor, vocalista de Slipknot esta es la canción: "Hace un par de meses, unas personas malvadas, muertos de hambre, chupapollas, idiotas hijos de puta vinieron a nosotros y nos dijeron: – ‘Ya sabes, si queréis que vuestro próximo álbum sea enorme, debéis escribir una jodida canción radio amistosa…’, ahora que somos Slipknot, somos 9 locos del medio de la nada, 9 personas que no les importa una jodida mierda lo que cojones piense que la puta industria musical, estuvimos allí educadamente, procesamos la información y dijimos: – ‘Bueno, grácias Mr. Hombre de Negocios, pero si me perdonas… Chupame la puta polla!!!’, y la siguiente canción es resultado de esta jodida conversación… Si tu eres 555, yo soy 666… Esta canción se llama Heretic Song!!!".

## Créditos
- (#0) Sid Wilson – turntables
- (#1) Joey Jordison – batería
- (#2) Paul Gray – bajo
- (#3) Chris Fehn – percusión, coros
- (#4) Jim Root – guitarra
- (#5) Craig Jones – sampler
- (#6) Shawn Crahan – percusión, voz de fondo
- (#7) Mick Thomson – guitarra
- (#8) Corey Taylor – voz

- Datos: Q2027704